# Cantonul Rennes-Est
Cantonul Rennes-Est este un canton din arondismentul Rennes, departamentul Ille-et-Vilaine, regiunea Bretania, Franța.